# Naturschutzgebiet Alter Ruhrgraben (Hagen)
Das Naturschutzgebiet Alter Ruhrgraben weist eine Flächengröße von 13,41 ha auf und befindet sich auf dem Gebiet der kreisfreien Stadt Hagen in Nordrhein-Westfalen. Das Naturschutzgebiet (NSG) wurde 1994 mit dem Landschaftsplan der Stadt Hagen vom Stadtrat von Hagen ausgewiesen. Es liegt im Stadtteil Garenfeld. Das NSG geht bis an die Stadtgrenze. Im Kreis Unna und in der Stadt Schwerte grenzt nördlich und östlich direkt das gleichnamige Naturschutzgebiet Alter Ruhrgraben an. Im Westen grenzt das NSG an die L 673 und im Süden an die L 676. Die Flächen südlich der L 676 gehören zum Landschaftsschutzgebiet Garenfeld.

## Gebietsbeschreibung
Im NSG liegt die Flussaue der Ruhr mit dem alten Ruhrgraben, während die Ruhr selbst meist weiter nördlich verläuft. Nur im Westen liegt ein kleines Ruhrstück im NSG. Im NSG befindet sich Grünland mit Hecken und Kopfbäume. Im Grünland sind auch Mager- und Feuchtwiesen.

## Schutzzweck
Das NSG wurde zur Erhaltung und Wiederherstellung von Lebensgemeinschaften oder Lebensstätten bestimmter wildlebender Pflanzen- und wildlebender Tierarten sowie zur Erhaltung und Entwicklung überregional bedeutsamer Biotope seltener und gefährdeter sowie landschaftsraumtypischer wildlebender Pflanzen- und wildlebender Tierarten von europäischer Bedeutung als Naturschutzgebiet ausgewiesen.

## Verbote und Gebote im NSG
Am Ruhrgraben ist Angeln verboten. Für das NSG wurden eine Reihe spezieller Gebote erlassen. Zu den Geboten gehört die Beseitigung der Erstaufforstung im Bereich des Weihers, eines Bombentrichters aus dem Zweiten Weltkrieg, im NSG; Anpflanzung von Ufergehölzen, Hecken und Kopfbäumen; Renaturierung der Gewässerläufe; Anlage von Vernässungszonen und Pflege der Brachfläche.